# Tori-Fatehpur

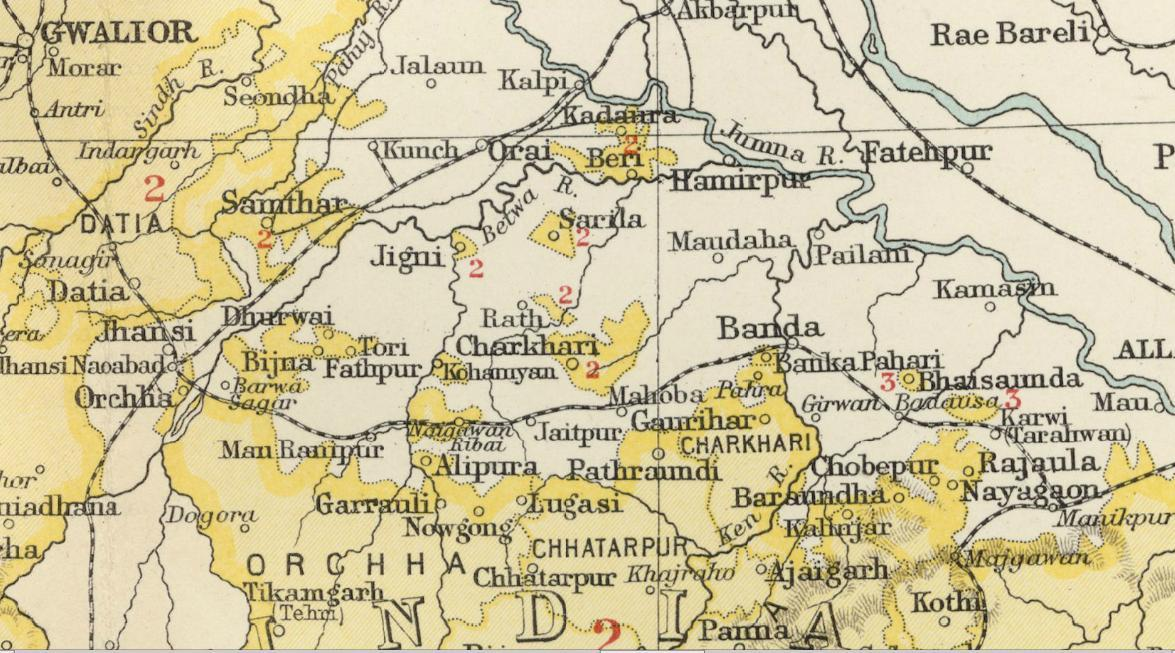
Tori-Fatehpur a un mapa de l'Imperial Gazetteer of India

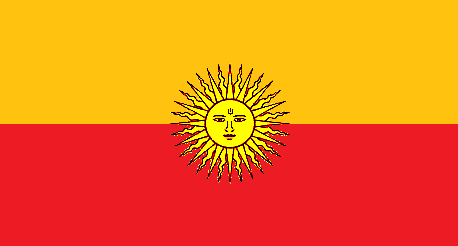
Bandera de Tori-Fatehpur

Tori-Fatehpur fou un estat tributari protegit de l'agència del Bundelkhand del grup de jagirs Hasht-Bhaiya.
Tenia una superfície de 93 km² i estava enclavat al districte de Jhansi de les Províncies Unides amb el que limitava per tres costats, però per l'oest limitava amb l'estat de Dhurwai. La població el 1881 era de 10.631 habitants i el 1901 era de 7.099 habitants. La superfície era de 93 km².
El cap bundela Diwan Rai Singh de Baragaon (descendent dels rages d'Orchha) el va concedir al seu fill gran Diwan Hindu Singh que va construir una fortalesa al turó (Tori) damunt la població de Fatehpur, i els dos noms van formar el de l'estat. El 1823 els britànics van concedir un sanad possessori a Diwan Har Prasad que li reconeixia 14 pobles. El rao Har Prasad va morir el 1858 i el va succeir el seu fill adoptiu rao Prithwi Singh. El 1880 va pujar al tron Arjun Singh com a menor i va rebre els poders el 1897. En aquest temps el nombre de pobles havia baixat a 12. Va morir el 7 d'abril de 1941 i el va succeir Raghuraj Singh que va governar fins al 31 de desembre de 1949 i va morir el 17 de novembre de 1964.
La capital, Tori-Fatehpur, tenia 1.530 habitants el 1901.